# James Havard Thomas

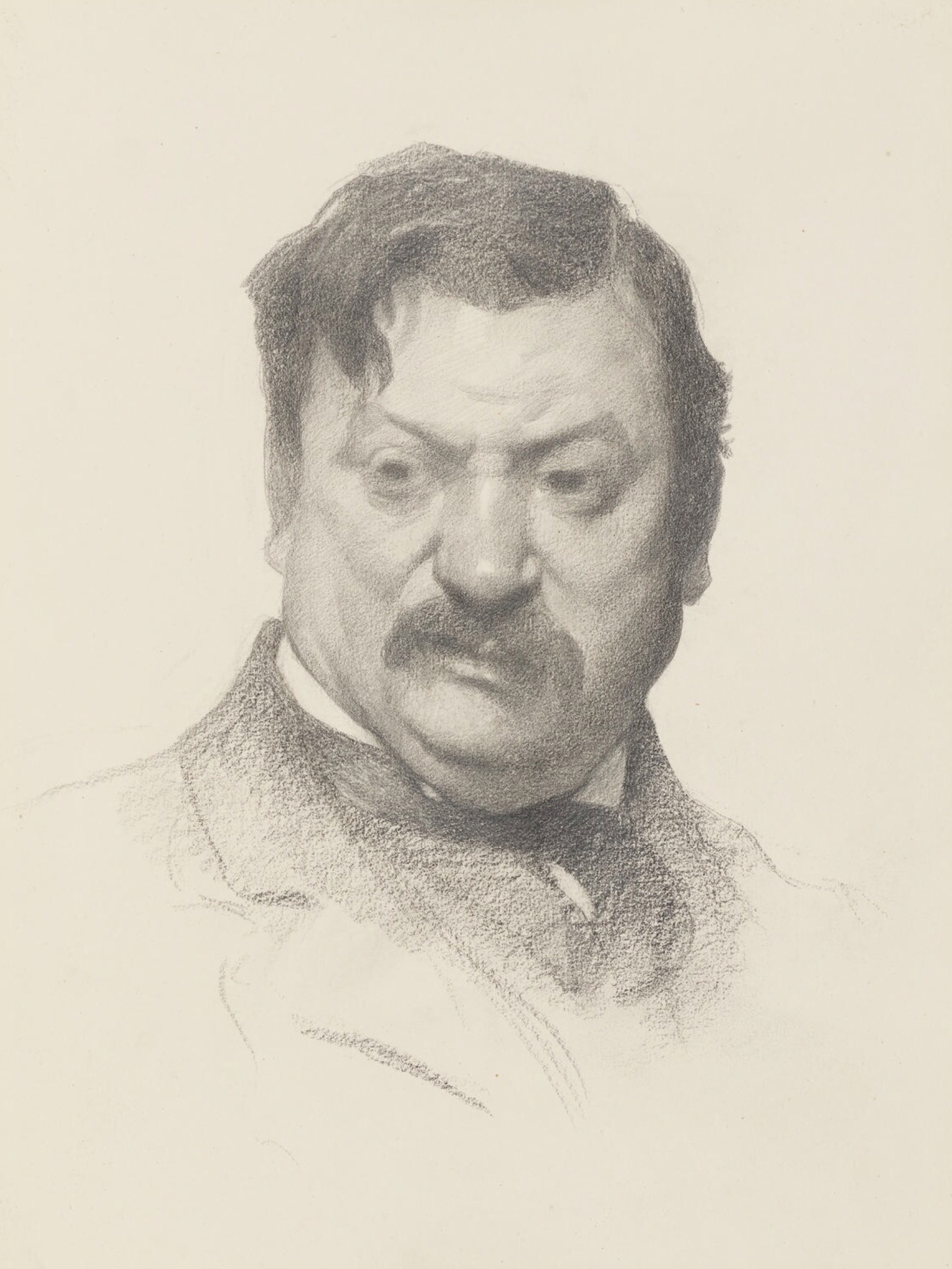
James Havard Thomas von James Kerr-Lawson, circa 1910. National Portrait Gallery, London

James Havard Thomas (* 22. Dezember 1854 in Bristol; † 6. Juni 1921 in London) war ein britischer Bildhauer, Zeichner und Lehrer. Er gilt als einer der bedeutendsten Vertreter der New-Sculpture-Bewegung in Großbritannien und war bekannt für seine präzise und realistische Darstellung des menschlichen Körpers.

## Leben
James Havard Thomas wurde 1854 in Bristol geboren. Er studierte an der Bristol School of Art und von 1872 bis 1875 als National Scholar an der National Art Training School in South Kensington, London. Anschließend setzte er seine Ausbildung von 1881 bis 1884 an der École des Beaux-Arts in Paris bei Pierre-Jules Cavelier fort. Nach seiner Rückkehr nach London wurde er 1886 Gründungsmitglied des New English Art Club. Von 1889 bis 1906 lebte und arbeitete Thomas in Italien, vor allem auf Capri, wo er sich intensiv mit der Darstellung des menschlichen Körpers auseinandersetzte. Ab 1911 unterrichtete er an der Slade School of Fine Art in London, wo er 1915 zum ersten Professor für Bildhauerei ernannt wurde. Er starb am 6. Juni 1921 in London.

## Werk

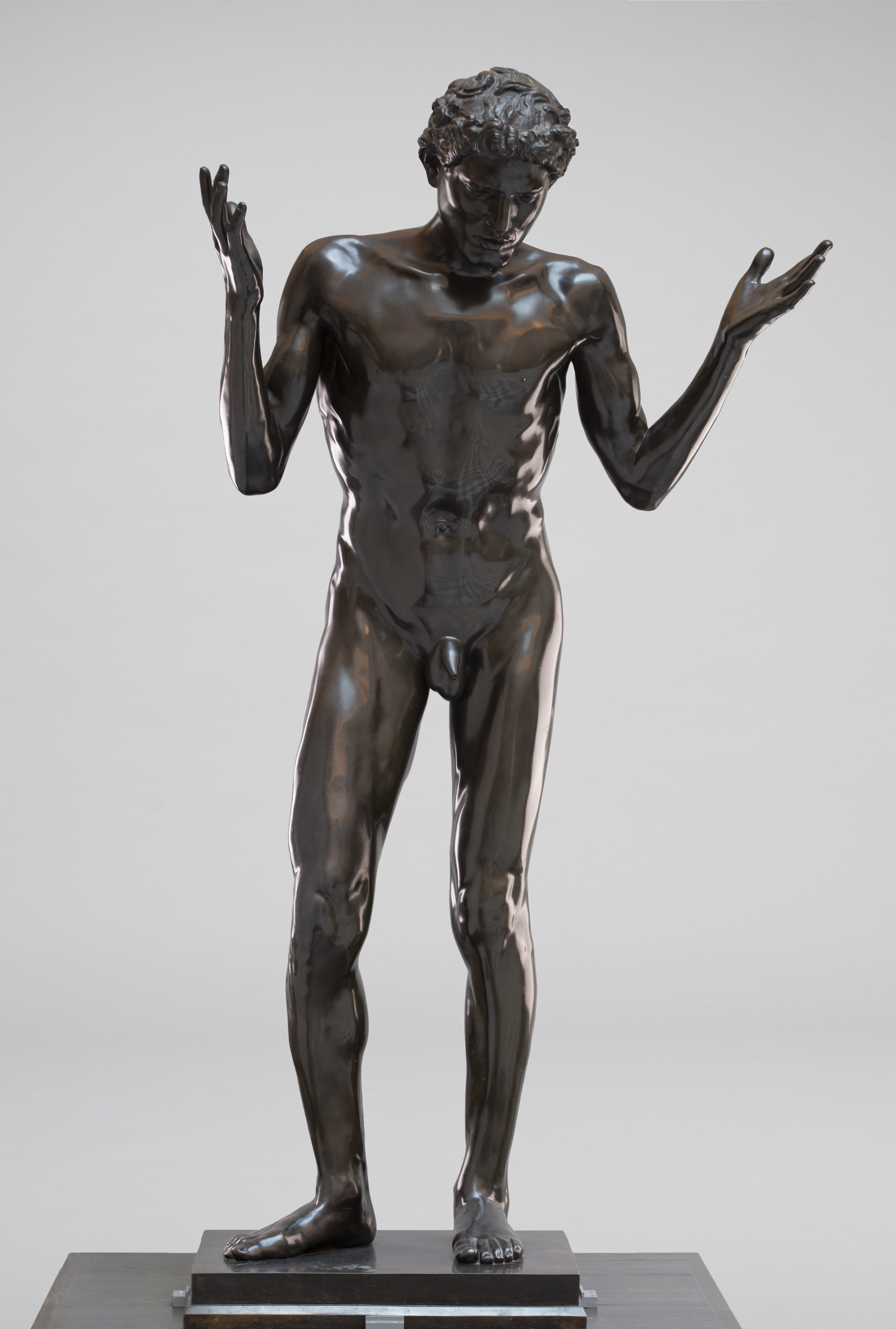
James Havard Thomas: Lycidas

James Havard Thomas war ein bedeutender Vertreter der New Sculpture-Bewegung, die sich durch eine naturalistische Darstellung des menschlichen Körpers und eine Abkehr von der akademischen Tradition auszeichnete. Seine Werke zeichnen sich durch eine außergewöhnliche Präzision und Detailgenauigkeit aus, die er durch aufwändige Vermessungs- und Modellierungsverfahren erreichte. Zu seinen bekanntesten Werken zählt die Skulptur Lycidas (1902–1908), die aufgrund ihrer realistischen Darstellung zunächst von der Royal Academy abgelehnt aber später in der Tate Gallery ausgestellt wurde. Weitere wichtige Werke sind die Skulptur Slave Girl (1885), die sich heute im National Museum in Cardiff befindet, und das Edmund Burke Monument (1894) in Bristol, von dem eine Kopie in Washington D.C. steht.